# Akihiro Ienaga
Akihiro Ienaga (japonsko 家長 昭博), japonski nogometaš, * 13. junij 1986.
Za japonsko reprezentanco je odigral tri uradne tekme.